# Custer National Forest
Der Custer National Forest ist ein Nationalforst der Vereinigten Staaten im südlichen Teil des US-Bundesstaates Montana und im Nordwesten von South Dakota. Er besitzt eine Gesamtfläche von 5.173,03 km² und setzt sich aus zehn einzelnen Abschnitten zusammen. Während die westlichen Teile des Custer National Forest zum Größeren Yellowstone-Ökosystem gehören, sind die weiter östlich gelegenen eine Kombination aus „Forstinseln“ und Grünland. Der Wald deckt auch ein Drittel der Absaroka-Beartooth Wilderness ab. Südlich von Red Lodge führt der Beartooth Highway (U.S. Highway 212) durch das Waldgebiet zum Yellowstone-Nationalpark.

## Geschichte
Innerhalb des Nationalforstes befinden sich Begräbnisstätten, Piktogramme und Petroglyphen amerikanischer Ureinwohner. Für die Prärie-Indianer bot der Wald einen sicheren Unterschlupf und eine dauerhafte Nahrungsquelle. Die Mitglieder der Lewis-und-Clark-Expedition gelten allgemein als erste weiße Amerikaner in der Region. 
Der Custer National Forest wurde am 2. März 1907 vom U.S. Forest Service zunächst als Otter National Forest eingerichtet. Am 1. Juli 1908 änderte man den Namen auf Custer. Am 13. Januar 1920 wurde der Sioux National Forest aus South Dakota hinzugefügt, der nun den Sioux Ranger District bildet. Der Sioux wurde vorher am 1. Juli 1908 aus den Cave Hills, Ekalaka, Long Pine, Short Pine und Slim Buttes National Forests zusammengesetzt. Am 17. Februar 1932 wurde ein Teilgebiet des Beartooth National Forest aufgenommen, das nun den Beartooth District bildet.

## Naturraum

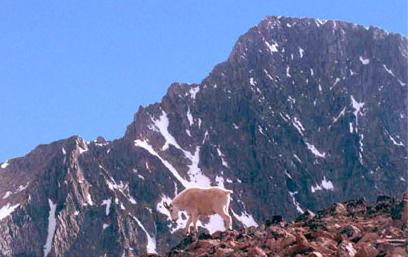
Schneeziege vor dem Granite Peak

Die östlichen Gebiete werden von Gelb-Kiefern und Grünland dominiert, das oftmals an lokale Viehzüchter verpachtet wird. Der relativ seltene Merlinfalke kommt hier häufiger als anderswo in den USA vor. Weiterhin können Maultierhirsche, Gabelböcke und Wapitis beobachtet werden. Die meisten der östlichen Abschnitte legen viel Wert auf Landespflege und arbeiten eng mit Holzfällern und Ranchern zusammen.
Im westlichen Teil wachsen Kiefern, Fichten und Tannen, da es dort gebirgiger und regenreicher ist. Hier leben Grizzlies, Amerikanische Schwarzbären, Dickhornschafe, Schneeziegen und Büffel, die allerdings nicht so zahlreich wie im südlichen Yellowstone-Nationalpark sind. In den gebirgigeren Regionen tief in den Wildnisgebieten herrschen alpine Bedingungen vor. An der Grenze zum Gallatin National Forest befindet sich der Granite Peak als höchster Berg von Montana, als auch der Grasshopper Glacier, in dem vor ungefähr dreihundert Jahren Millionen von Wanderheuschrecken gestorben sind und im Eis konserviert wurden.

## Forstverwaltung
Zurzeit ist der Custer National Forest in drei Forstbezirke aufgeteilt:
- Beartooth Ranger District (Red Lodge, Montana)
- Ashland Ranger District (Ashland, Montana)
- Sioux Ranger District (Camp Crook, South Dakota)

Früher wurden mit dem Grand River, Cedar River, Little Missouri und dem Sheyenne National Grassland vier United States National Grasslands vom Nationalforst verwaltet. Diese werden nun als Dakota Prairie Grasslands mit Hauptquartier in Bismarck (North Dakota) geführt.
Die Landfläche des Custer National Forest bedeckt Teile der Counties Powder River, Carbon, Stillwater, Rosebud, Carter, Sweet Grass, Harding (einziges County in South Dakota), und Park County. In South Dakota liegen nur 6,2 Prozent der Gesamtfläche.

## Tourismus
Im Waldgebiet existieren sowohl über dreißig mit dem Auto zugängliche Campingplätze als auch zahlreiche Picknickplätze. Es stehen mehr als 2.400 Kilometer an Wanderwegen zur Verfügung, von denen die meisten im westlichen Bezirk zu finden sind. Obwohl nur wenig Flüsse und Seen vorhanden sind, gibt es einige Möglichkeiten zum Angeln. Die meisten Campingplätze und Wanderrouten befinden sich in der Region südlich und südwestlich von Billings, wo auch das Hauptbüro des Nationalforstes liegt.